# Ругин, Роман Прокопьевич
Роман Прокопьевич Ругин (31 января 1939, пос. Питляр, Шурышкарский район, Ямало-Ненецкий автономный округ, РСФСР — 9 сентября 2016, Салехард, Ямало-Ненецкий автономный округ, Российская Федерация) — советский и хантыйский писатель и журналист, преподаватель. Окончил Ленинградский педагогический институт имени Герцена.

## Биография
Родился в семье обского ханты.
В 1958 г. окончил Салехардское национальное педагогическое училище, в 1964 г. окончил Ленинградский государственный педагогический институт имени А. И. Герцена по специальности педагогика и методика начального образования. В 1970-е гг. окончил трехгодичную заочную Высшую партийную школу при ЦК КПСС.
С 1964 года по 1968 г. работал завучем, затем директором Высяховской восьмилетней школы Шурышкарского района. С 1968 по 1972 г. — инструктор Ямало-Ненецкого окружного комитета КПСС.
С 1972 г. — секретарь по идеологии Пуровского районного комитета КПСС. С 1977 г. — директор окружной санаторно-лесной школы № 2 в г. Салехарде, преподаватель истории КПСС и хантыйского языка Салехардского педагогического училища, с 1981 по 1984 г. — инженер отдела охраны окружающей среды объединения «Ямалнефтегазгеология». С 1985 г. — старший методист окружной агиткультбригады. Активно занимался просветительской деятельностью, им написано три учебника для дополнительного чтения на языке ханты для учащихся 1-8 классов.
Член Союза писателей СССР с 1983 г., лауреат литературной премии Союза писателей России (1988).
С 1992 г. — основатель и главный редактор первого регионального общественно-политического, историко-культурного и научно-популярного журнала «Ямальский меридиан».
Народный депутат СССР (1989—1991) от Ямало-Ненецкого автономного округа.

## Награды и звания
В 1999 г. к 60-летию со дня рождения был награждён медалью ордена «За заслуги перед Отечеством 2-й степени». В 2001 г. ему присвоено почетное звание «Заслуженный работник культуры РФ».
За педагогическую деятельность награждён Почетной грамотой Министерства просвещения РСФСР, медалью «За доблестный труд. В ознаменование 100-летия со дня рождения Владимира Ильича Ленина» (1970).
В 2005 году Ругину присвоено звание почётного гражданина Ямало-Ненецкого автономного округа.

## Творчество
В 1996—1998 годах вышел трехтомник избранных произведений Р. П. Ругина. Отдельные стихи и проза ямальского автора переведены на финский, эстонский, французский, итальянский, венгерский, чешский, испанский, польский и английский языки. Большое внимание в своем творчестве уделял мифологии народа ханты. Вышли в свет две его книги «Легенды и мифы народа ханты». В 2005 году вышла его книга «Избранные стихи» для школ Крайнего Севера, двухтомник «Их приворожил Север».
Литературные произведения автора переведены на десятки языков мира. Два его стихотворения вошли в антологию мировой поэзии. Благодаря его таланту мир познакомился с уникальной культурой, неповторимой самобытностью, в полной гармонии с природой — истинно гуманной философией жизни коренных малочисленных народов Севера России.

## Избранные произведения
- сборник стихов «Лыланг ик — Живая вода», Тюмень, 1963
- «Погоня», Свердловск, 1965
- «Снежные мелодии», Свердловск, 1976
- «Метель на ладони», М. «Современник», 1986
- «Солнце над снегами», Свердловск, Средне-Уральское изд-во, 1986
- «Звон летящего лета», М., «Сов. писатель», 1987
- «Ранний ледостав», М., «Современник», 1998
- «В ожидании сына», Свердловск, Средне-Уральское изд-во, 1990
- «Сорок Северных Ветров», Екатеринбург, 1996
- «Волшебная земля. Легенды. Сказки. Повести. Рассказы». В 3 тт. Екатеринбург, Средне-Уральское изд-во, 1997
- «Много думная Обь», сборник избранных стихотворений, 1993
- «Снежная держава. Стихи». Тюмень, изд-во Ю. И. Мандрики, 1998

## Награды и звания
- «Заслуженным деятелем культуры Ямало-Ненецкого автономного округа»,
- «Почётным гражданином города Салехарда»,
- «Лауреатом премии Союза писателей России»,
- Награждён медалью ордена «За заслуги перед Отечеством» 2-й степени,
- лауреат литературной премии писателей России «За прозу последних лет» (1988 г.),
- «Заслуженный работник культуры РФ» (2001 г.).